# Vitpannad skogsvaktel
Vitpannad skogsvaktel (Dendrortyx leucophrys) är en fågel i familjen tofsvaktlar inom ordningen hönsfåglar.

## Utseende och läte
Vitpannad skogsvaktel är en gråbrun hönsfågel med roströd streckning över större delen av kroppen. På vingar och rygg är den brunare. Utmärkande är vitt på framhjässa och strupe, mörk näbb och röd ring kring ögat. Lätena avslöjar oftast fågelns närvaro, ljudliga och rullande och avges tidigt och sent på dagen.

## Utbredning och systematik
Vitpannad skogsvaktel delas in i två underarter:
- Dendrortyx leucophrys leucophrys – förekommer i bergsområden från Chiapas i södra Mexiko till Nicaragua
- D. l. hypospodius – förekommer i bergsområden i norra Costa Rica

## Levnadssätt
Vitpannad skogsvaktel hittas i bergsbelägna fuktiga städsegröna skogar och närliggande skuggiga kaffeplantage. Den uppträder vanligen i par eller smågrupper som rör sig runt på marken. Den är mycket skygg och springer helst iväg när den störs snarare än tar till vingarna.

## Status och hot
Arten har ett stort utbredningsområde, men tros minska i antal, dock inte tillräckligt kraftigt för att den ska betraktas som hotad. Internationella naturvårdsunionen IUCN listar därför arten som livskraftig (LC).